# Béligneux
Béligneux es una comuna francesa situada en el departamento de Ain, de la región de Auvernia-Ródano-Alpes.

## Demografía
| 518 | 880 | 1 138 | 1 022 | 1 341 | 1 486 | 2 319 | 2 594 | 2 819 | 3 040 | 3 333 |
| Para los censos de 1962 a 1999 la población legal corresponde a la población sin duplicidades (Fuente: INSEE [Consultar]) |     |       |       |       |       |       |       |       |       |       |